# Vem var Dracula?
Vem var Dracula? (en suec Qui era Dràcula) és una pel·lícula documental sueca del 1975 dirigida per Calvin Floyd. En el paper de Dràcula es veu Christopher Lee. Va participar en la secció oficial del VIII Festival Internacional de Cinema Fantàstic i de Terror a Sitges.

## Sinopsi
Si hi ha un documental sobre la vida del principi Vlad III de Valàquia, més conegut com com a Vlad l'Empalador, el personatge històric que va inspirar Bram Stoker en la creació de comte Dràcula.

## Producció
L'enregistrament va tenir lloc al Palau Hallwyl a Estocolm, Transsilvània a Romania, Alemanya Occidental, Suïssa i Àustria amb Alvar Domeij i Floyd com a productors. El model era la novel·la del mateix nom de Raymond T. McNally i Radu Florescu. La pel·lícula es va estrenar el 16 de juny de 1975 al cinema Skandia a Halmstad.

## Repartiment
- Christopher Lee – Dràcula
- Tor Isedal - Narrador